# Pinilla del Valle
Pinilla del Valle település Spanyolországban, Madrid tartományban. Pinilla del Valle Alameda del Valle, Sotosalbos, Collado Hermoso, Torre Val de San Pedro, Navafría, Lozoya és Canencia községekkel határos. Lakosainak száma 200 fő (2024).

## Népesség
A település népessége az utóbbi években az alábbiak szerint változott:
| Lakosok száma | 155  | 165  | 194  | 196  | 215  | 205  | 185  | 191  | 198  | 200  |
|               | 2001 | 2004 | 2007 | 2009 | 2012 | 2014 | 2017 | 2019 | 2022 | 2024 |